# Mercy
«Mercy» («Misericordia») es el segundo sencillo del álbum Rockferry de Duffy. Está coescrita y producida por Steve Brooker. Estuvo disponible para ser descargada oficialmente el 11 de febrero de 2008, pero lanzada físicamente el 25 de febrero del mismo año. El 17 de febrero, la canción debuta en UK Singles Chart en el puesto #1, convirtiéndose en el Reino Unido, en el tercer sencillo más vendido del año 2008 por la venta de 500 000 copias. Según Duffy, la canción es autobiográfica y trata de la "liberación sexual" y "no hacer lo que los demás quieren que hagas". La canción es primer sencillo en Australia, América y Europa. El video musical fue dirigido por Daniel Wolfe. Fue nominado al Premio Grammy a la mejor interpretación femenina vocal de pop.
La canción se utiliza en las películas, My Best Friend's Girl, y las series de televisión Criminal Minds, Smallville, ER, Grey's Anatomy, Entourage, Knight Rider, Being Human y 90210, la teleserie brasileña Beleza Pura, y la teleserie chilena Cuenta conmigo.
La canción fue tema de intro de los programas de compras de Falabella TV.
En 2013, la canción fue usado el comercial de Fiebre Naranja de las tiendas Johnson's.

## Canciones
Descarga Digital
| Pistas | Nombre  |
| ------ | ------- |
| 1      | "Mercy" |

CD Single para Reino Unido
| Pistas | Nombre     |
| ------ | ---------- |
| 1      | "Mercy"    |
| 2      | "Tomorrow" |

CD Vinilo 7'' para Gran Bretaña
| Pistas | Nombre                     |
| ------ | -------------------------- |
| 1      | "Mercy"                    |
| 2      | "Save It For Your Prayers" |

CD Single para Australia
| Pistas | Nombre                     |
| ------ | -------------------------- |
| 1      | "Mercy"                    |
| 2      | "Tomorrow"                 |
| 3      | "Oh Boy"                   |
| 4      | "Save It For Your Prayers" |
| 5      | "Mercy" (Video musical)    |

## Posicionamiento en listas y certificaciones
| País           | Lista (2008)            | Mejor posición | Ref.   |
| -------------- | ----------------------- | -------------- | ------ |
| Alemania       | Media Control AG        | 1              | [ 3 ]  |
| Austria        | Ö3 Austria Top 40       | 1              | [ 3 ]  |
| Australia      | ARIA Charts             | 26             | [ 3 ]  |
| Bélgica        | Ultratip flamenca       | 3              | [ 3 ]  |
| Bélgica        | Ultratip valona         | 5              | [ 3 ]  |
| Brasil         | Hot 100 Airplay         | 16             | [ 4 ]  |
| Bulgaria       | Singles Top 40          | 1              | [ 5 ]  |
| Canadá         | Canadian Hot 100        | 11             | [ 6 ]  |
| Dinamarca      | Tracklisten             | 2              | [ 3 ]  |
| España         | PROMUSICAE              | 2              | [ 3 ]  |
| Estados Unidos | Billboard Hot 100       | 27             | [ 7 ]  |
| Estados Unidos | Pop Songs               | 22             | [ 8 ]  |
| Estados Unidos | Adult Pop Songs         | 16             | [ 9 ]  |
| Estados Unidos | Dance Club Play Songs   | 35             | [ 10 ] |
| Europa         | European Hot 100        | 1              | [ 11 ] |
| Finlandia      | Suomen virallinen lista | 3              | [ 3 ]  |
| Francia        | SNEP Charts             | 2              | [ 3 ]  |
| Grecia         | IFPI Singles Chart      | 1              | [ 4 ]  |
| Irlanda        | Irish Singles Chart     | 1              | [ 12 ] |
| Italia         | FIMI Charts             | 3              | [ 3 ]  |
| Japón          | Japan Hot 100           | 3              | [ 13 ] |
| Noruega        | VG-lista                | 1              | [ 3 ]  |
| Nueva Zelanda  | RIANZ Charts            | 4              | [ 3 ]  |
| Países Bajos   | Dutch Top 40            | 1              | [ 14 ] |
| Portugal       | Singles Top 50          | 3              | [ 5 ]  |
| Reino Unido    | UK Singles Chart        | 1              | [ 15 ] |
| Suecia         | Sverigetopplistan       | 3              | [ 3 ]  |
| Suiza          | Schweizer Hitparade     | 1              | [ 3 ]  |

| País           | Organismo certificador | Certificación |
| -------------- | ---------------------- | ------------- |
| Australia      | ARIA                   | Platino       |
| Austria        | IFPI                   | Oro           |
| Bélgica        | IFPI                   | Oro           |
| Dinamarca      | IFPI                   | 2× Platino    |
| España         | PROMUSICAE             | 3× Platino    |
| Estados Unidos | RIAA                   | Platino       |
| Nueva Zelanda  | RIANZ                  | Oro           |
| Reino Unido    | BPI                    | Platino       |
| Suiza          | IFPI                   | Oro           |

### Sucesión en listas
| Anterior: «Now You're Gone» de Basshunter                                                      | UK Singles Chart — Sencillo Nro 1 17 de febrero de 2008 — 22 de marzo de 2008                                                                                | Siguiente: «American Boy» de Estelle con Kanye West                                                     |
| Anterior: «Bleeding Love» de Leona Lewis «Bleeding Love» de Leona Lewis «4 Minutes» de Madonna | European Hot 100 — Sencillo Nro 1 29 de marzo de 2008 — 5 de abril de 2008 26 de abril de 2008 — 3 de mayo de 2008 21 de junio de 2008 — 12 de julio de 2008 | Siguiente: «Bleeding Love» de Leona Lewis «4 Minutes» de Madonna «American Boy» de Estelle & Kanye West |
| Anterior: «Beautiful Girls» de Sean Kingston «Ella Elle l'a» de Kate Ryan                      | Los 40 Principales — Sencillo Nro 1 19 de julio de 2008 — 25 de julio de 2008 23 de agosto de 2008 — 29 de agosto de 2008                                    | Siguiente: «Beautiful Girls» de Sean Kingston «Ella Elle l'a» de Kate Ryan                              |